# Гимназия № 79 (Ульяновск)
Муниципальное бюджетное общеобразовательное учреждение гимназия № 79.
МБОУ гимназия № 79 находится в Заволжском районе города Ульяновск по адресу: ул. Карбышева, д. 2.

## История становления
- 1992 год — год открытия школы как начальной с расширенным изучением предметов художественно-эстетического цикла.
- С 1993 года является участником областной программы поисково-исследовательской экспериментальной работы.
- 1994 год — лауреат областного конкурса «Школа года», областное экспериментальное учреждение.
- 1995 год — лауреат конкурса "Школа года России, областная экспериментальная площадка.
- 1996 год — первыми внедрили систему развивающего обучения Д. Б. Эльконина — В. В. Давыдова.
- 1997 год — областная опорная школа, участие в III Всероссийской научно-практической конференции «Управление развитием образования в регионе на рубеже XXI века», получен статус областной опорной школы.
- 1998 год — Всероссийское выездное практическое занятие для проректоров по научно-методической работе ИПКПРО.
- 1999 год — занесена в банк данных Министерства образования РФ, опыт предложен к распространению в школах России.
- 2001 год — школе присвоен статус гимназии.
- 2002 год — присвоен статус областного научно-методического центра по распространению передового педагогического опыта
- 2005 год — поощрена Министерством образования и науки Российской Федерации компьютерной дизайн-студией за высокие результаты по программе «Одаренные дети»
- 2006 год — победитель конкурсов ПНПО «Лучшая школа» и «Лучший учитель»
- 2009 год — внесена в национальный реестр «Ведущие образовательные учреждения России»
- 2011 год — победитель областного конкурса образовательных учреждений, реализующих инновационные образовательные проекты в рамках приоритетного национального проекта «Образование», в номинации «Одарённые дети»
- 2012 год — победитель областного конкурса образовательных учреждений, реализующих инновационные образовательные проекты в рамках приоритетного национального проекта «Образование» в номинации «Школа — эффективная информационная среда»; победитель муниципального конкурса на получение статуса «Базовая школа»
- 2013 год — лауреат конкурса «100 лучших школ России» в номинации «Лучшая гимназия» Всероссийского образовательного форума «Школа будущего: проблемы и перспективы развития современной школы в России»
- 2014, 2015, 2016 гг — победитель Всероссийского конкурса методических разработок «Золотой фонд Российского образования», диплом II степени Международной выставки-ярмарки инновационных проектов, отмечена серебряным сертификатом соответствия «Системы добровольной сертификации информационных технологий»
- 2016 год — благодарственное письмо Губернатора Ульяновской области за достигнутые успехи в обучении и воспитании; вошла в региональный рейтинг «ТОП 25 лучших школ Ульяновской области»
- 2017 год — победитель национального рейтинга «ТОП-500 Лучшие школы России»
- 2018 год — региональная инновационная площадка в статусе областного научно-методического центра; поощрена денежной премией Губернатора Ульяновской области С. И. Морозова в размере 1 000 000 рублей за высокие образовательные результаты.
- 2019 год — лауреат Всероссийского конкурса «500 лучших образовательных организаций страны-2019» в номинации «Лучшая общеобразовательная организация 2019» в рамках I Всероссийского педагогического съезда «Моя страна» (Санкт-Петербург); член Невской Образовательной Ассамблеи (Санкт-Петербург); победитель Всероссийского публичного смотра среди образовательных организаций «Творчески работающие коллективы школ, гимназий, лицеев России»; пилот проекта «Укрепление здоровья детей и подростков в российских школах, включая продвижение здорового питания и физической активности»; опорная (пилот) школа Центрального банка России; член Школьной Лиги РОСНАНО; вошла в региональный рейтинг « ТОП 25 лучших школ Ульяновской области», обеспечивающих высокое качество подготовки учащихся; по итогам Портала 1000 школ.рф I Всероссийского ежегодного смотра-конкурса образовательных организаций «Лучшие 1000 школ-2019» МБОУ гимназия № 79 города Ульяновска вошла в число лауреатов-победителей с достойным результатом 561,94 баллов (15 место в РФ).
- 2020 год — Лауреат-победитель Всероссийского смотра-конкурса образовательных организаций «Лучшие 1000 школ — 2020» с достойным результатом 888.88 баллов (2 место в РФ !!!!). По итогам 2020 года гимназия № 79 вошла в региональный перечень образовательных организаций «ТОП-25 лучших школ Ульяновской области», обеспечивающих высокое качество подготовки учащихся.
- 2024 год — гимназия № 79 вошла в региональный перечень образовательных организаций «ТОП-25 лучших школ Ульяновской области»[1].

## Учебный процесс

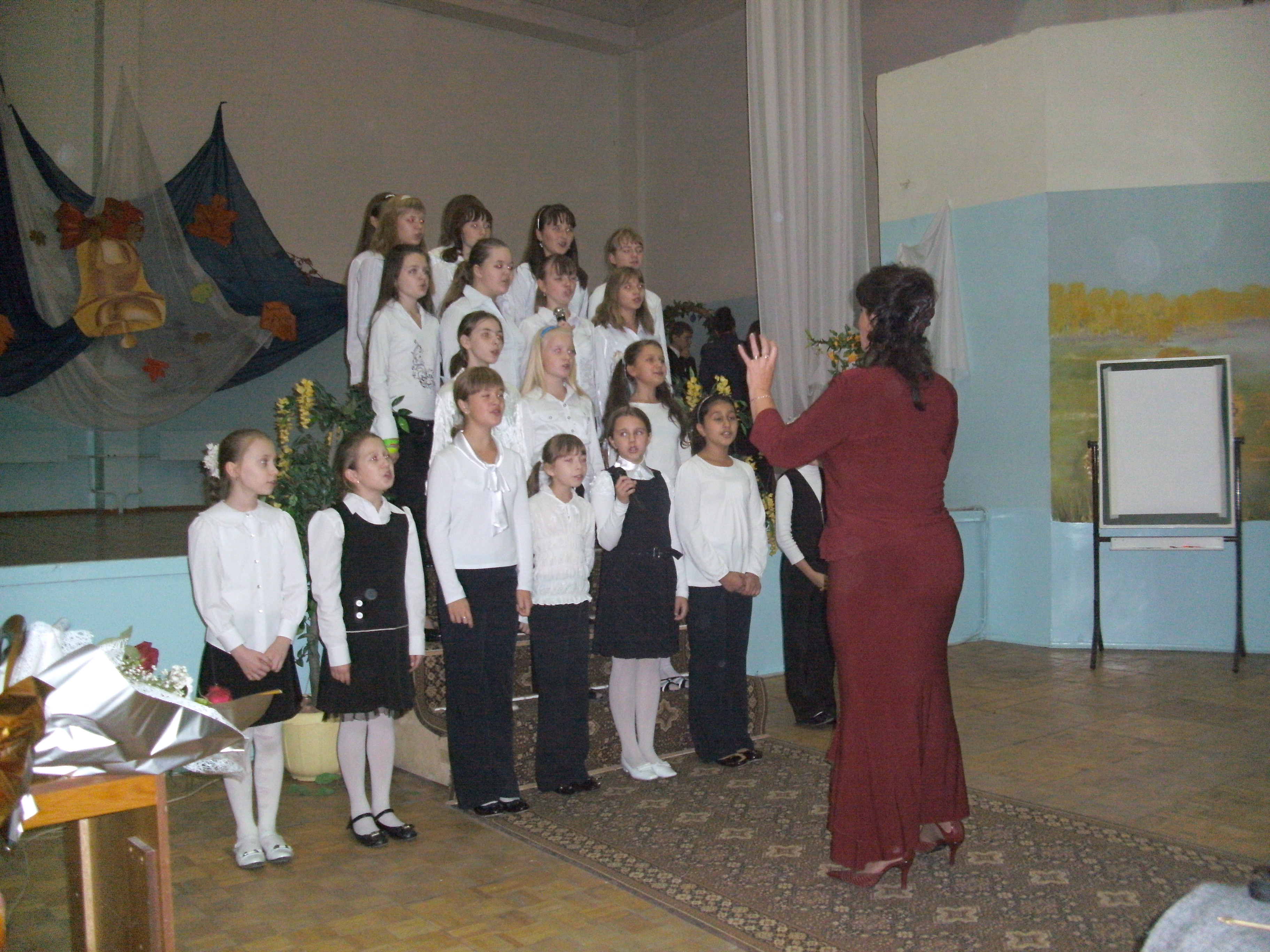
Хоровой коллектив гимназии, 2010 год

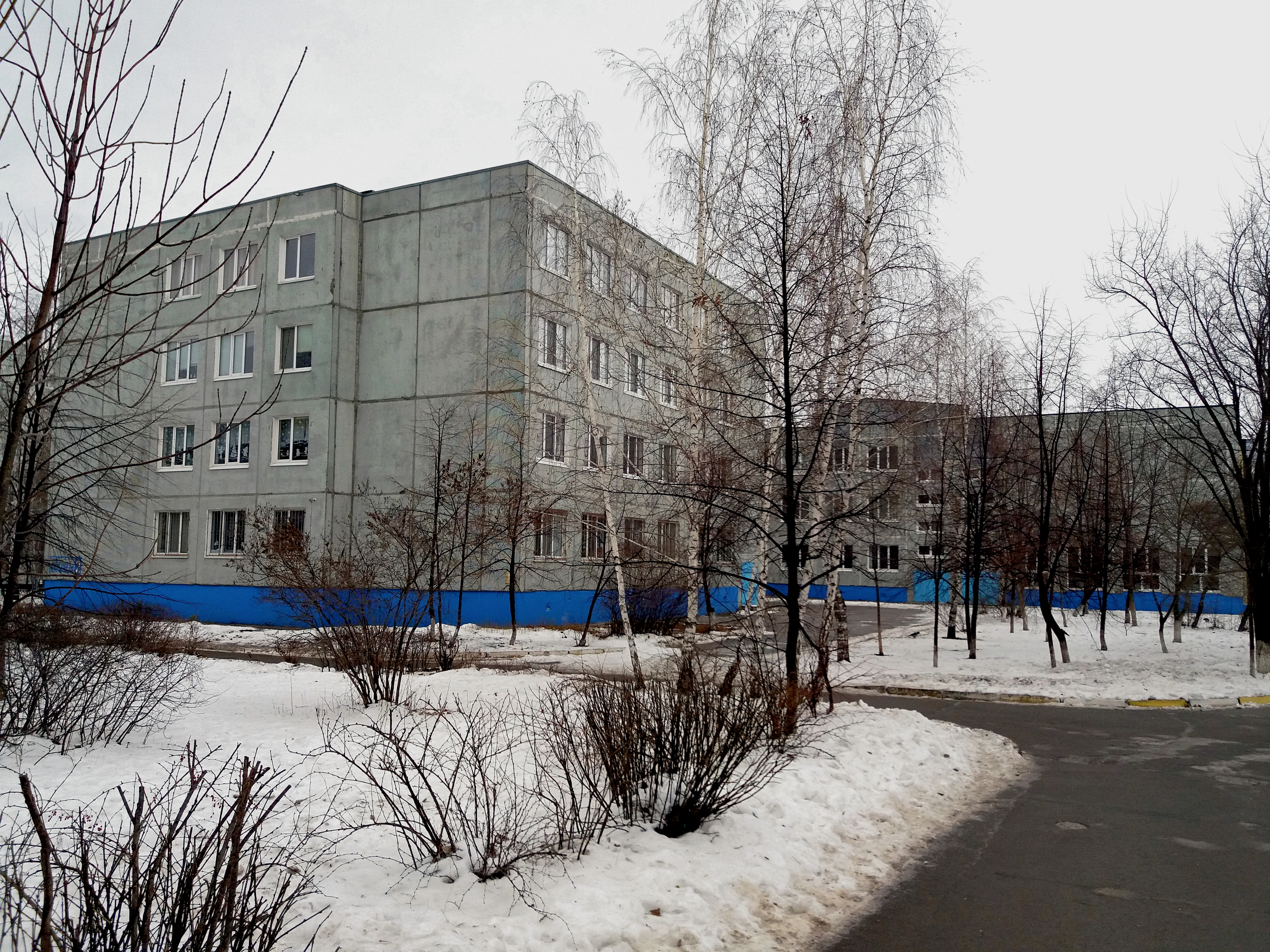
Южный вход

Миссия гимназии: «Гимназия дает фундаментальную подготовку по всем областям знаний и предоставляет максимальный спектр возможностей наибольшему числу учащихся, ориентированных на высокий результат обучения и воспитания. Создает условия для развития навыков научно-исследовательской и проектной деятельности, обеспечивает успешную социализацию и сохранение здоровья».
Начальные классы гимназии занимаются в режиме пятидневной учебной недели, для классов основной и старшей школы программа разработана в соответствии с шестидневной учебной неделей. В расписании каждые 5—6 недель предусмотрены каникулы (с дополнительными каникулами для первого класса в начале октября).
Преподавание в начальной школе ведётся в соответствии с программами «Школа 2100», «Школа России», «Планета знаний». В 10-х и 11-х классах введена система элективных курсов общей продолжительностью 68 часов в год по таким темам, как «Трудные вопросы истории России», «Человек и общество», «Трудные вопросы математики», «Совершенствование навыков работы с тестовыми заданиями», «Сочинение на литературную тему», «Физика в задачах», «Химия в задачах». В рамках спецкурса по химии, проводимого при поддержке Ульяновского педагогического университета и городского музея «Метеорологическая станция Симбирска», учениками создано собственное «научное общество», исследовавшее качество воды и воздуха в гимназии.
Доцент УлГПИ Л. Г. Шахова о гимназии: «Здесь ребёнок чувствует себя не в холодном пространстве казенного помещения, а в мире уютном, творящем чудеса, в мире красоты и нежности».

## Преподавательский состав
Среди преподавателей гимназии два Заслуженных учителя Российской Федерации, шесть человек носят звание «Отличник народного просвещения» и трое — звание «Почётный работник образования». Директор школы Чернова Татьяна Васильевна — Заслуженный учитель Российской Федерации. Анна Миленькая — учитель истории и обществознания, которая в 2004 году стала учителем года.

## Ученики
В 2010 / 2011 учебном году учёбу в гимназии начали 744 ученика в 30 классах.
С момента основания и до 2010 года гимназия подготовила семь годовых выпусков. В числе выпускников — 7 золотых и 19 серебряных медалистов. По результатам ЕГЭ является одной из лучших школ города.
Ученики гимназии успешно выступают на предметных олимпиадах вплоть до самого высокого уровня. В 2007/2008, 2008/2009 и 2009/2010 годах учащиеся гимназии завоёвывали по два призовых места в год на Всероссийских предметных олимпиадах, а в 2009 и 2011 годах представитель гимназии Алексей Пахарев попадал в число призёров Международной олимпиады по математике (в том числе в 2011 став её победителем). Гимназия регулярно поставляла призёров и победителей Всероссийских олимпиад начиная с 2003/2004 учебного года.
В 2024 году Софья Еняшина, ученица 7 «Б» класса, стала призёром на Всероссийской олимпиаде школьников.

## Мероприятия и проекты
Традиции проведения концертов, выставок, ярмарок сохранились ещё с времён, когда школа была начальной с эстетическим уклоном. Благодаря этому в гимназии есть все условия для раскрытия творческого потенциала учащихся.
В мае 2011 года по инициативе учеников и преподавателей гимназии рядом с ней был открыт памятник Матери.
В 2005 году проект «Память» учеников гимназии попал в число финалистов IV Всероссийской акции «Я — гражданин России».
С 21 по 26 апреля 2023 года в Саратове на XXII Дельфийских играх России бронзовую медаль в своей номинации взяла спортивно-цирковая студия «Импульс», основанная в 2005 году, базируется в гимназии.